# Katharina Bennefeld-Kersten
Katharina Bennefeld-Kersten (* 1947) ist eine deutsche Psychologin und Autorin. Sie wurde bekannt, als sie als Direktorin der JVA Celle sich am 26. Februar 1996 bei einer Geiselnahme in ihrem Gefängnis als Geisel im Austausch gegen eine Sozialarbeiterin anbot.

## Berufliche Entwicklung
Katharina Bennefeld-Kersten studierte Psychologie und schrieb ihre Diplomarbeit über Ursachen für Suizide, u. a. von Gefangenen. Dazu führte sie auch Gespräche mit Häftlingen. Später wurde sie für die Leitung der angegliederten Justizvollzugsanstalt Celle-Salinenmoor, eines Männergefängnisses mit mehr als 200 Schwerverbrechern und Sicherungsverwahrten, vorgeschlagen. Nach der Geiselnahme leitete sie anschließend zwei Jahre die JVA. Der damalige niedersächsische Regierungschef Gerhard Schröder (SPD) verlieh ihr 1996 das Verdienstkreuz am Bande für ihren Mut. Ende September 1997 verlor Katharina Bennefeld-Kersten vorübergehend ihren Posten, da ihr ein Landesprüfer vorwarf, den Einsatz des Personals und die Organisation der Strafanstalt nicht im Griff zu haben. Im Oktober 1997 wurden die Vorwürfe von einer Untersuchungskommission als haltlos zurückgewiesen und Bennefeld-Kersten wieder eingesetzt.
Von 2002 bis 2012 leitete sie den Kriminologischen Dienst des Bildungsinstituts des niedersächsischen Justizvollzuges.
Im Oktober 2016 wurde Bennefeld-Kersten von der Sächsischen Staatsregierung in die Expertenkommission „Polizeiliche Ermittlungsarbeit und Strafvollzug bei terroristischen Selbstmordattentätern am Fall Albakr“ unter Leitung des ehemaligen Bundesverfassungsrichters Herbert Landau berufen. Diese wurde eingesetzt, um den gesamten Vorgang von der Identifizierung über den  missglückten Zugriff bis zum Suizid des Terrorverdächtigen Jaber Albakr am 12. Oktober in einer Zelle in der Justizvollzugsanstalt Leipzig aufzuklären. Nach drei Monaten Arbeit, zahlreichen Ortsbesichtigungen und knapp 100 Anhörungen von Menschen aus sehr unterschiedlichen Behörden des Bundes und des Freistaates übergab die vierköpfige Kommission am 24. Januar 2017 in Dresden ihren vielbeachteten Abschlussbericht an Ministerpräsident Stanislaw Tillich und erläuterte der Öffentlichkeit Ergebnisse und Empfehlungen. In ihrem Bericht beklagt sie eine „Kultur der Unzuständigkeit“ und kritisiert zahlreiche Fehlentscheidungen und Regelverletzungen durch Behörden auf Bundes- und Landesebene.
Sie setzt sich bis heute für die Suizidprävention in Haftanstalten ein.

## Geiselnahme
Am 26. Februar 1996 fesselte, knebelte und vergewaltigte ein wegen Mordes und Vergewaltigung einsitzender Häftling seine 48-jährige Sozialarbeiterin während eines Beratungsgesprächs in der Abteilung Salinenmoor. Der mit einem Messer und einer Schere bewaffnete Täter drohte die Frau danach umzubringen. Die damals 48-jährige Katharina Bennefeld-Kersten rief ihn an und bot sich als Ersatzgeisel an. Sie konnte den Täter überzeugen, die Beschäftigte freizulassen. Der Häftling knebelte und vergewaltigte Bennefeld-Kersten in gleicher Weise, ehe er einen Fluchtwagen und Lösegeld forderte. Erst nach viereinhalb Stunden konnte Bennefeld-Kersten den Täter zur Aufgabe bewegen.
Der Geiselnehmer wurde anschließend wegen des Überfalls und der beiden Vergewaltigungen zu weiteren 15 Jahren Haft und unbefristeter Sicherungsverwahrung verurteilt. Er wurde in ein anderes Gefängnis verlegt.
2014 sagte sie: „Die Geiselnahme und die Vergewaltigung gehören zu meinem Leben, aber sie sind nicht wichtig.“